# Erich Konietzka
Erich Konietzka (Lebensdaten unbekannt) war ein deutscher Fußballspieler.

## Karriere

### Vereine
Konietzka war Stürmer beim SV Prussia-Samland Königsberg.
Aufgrund des regionalen Meistertitels war sein Verein auch in der Endrunde um die Deutsche Meisterschaft vertreten. Sein einziges Endrundenspiel bestritt er am 10. April 1910 auf dem Königsberger Walter-Simon-Sportplatz bei der 1:5-Niederlage in der Ausscheidungsrunde gegen den Rixdorfer FC Tasmania 1900.